# 箕島 (岡山市)
箕島（みしま）は、岡山県岡山市南区にある大字である。古くは三島とも表記されていた。妹尾地域にあたり、同市の妹尾地域センターの所在地。また、旧妹尾支所および旧妹尾町役場の所在地でもあった。岡山市立箕島小学校・岡山市立妹尾中学校の学区内であり、連合町内会・コミュニティ協議会の区域は箕島で、同学区はおおむね箕島の一大字のみで構成される。
郵便番号は〒701-0206（妹尾郵便局管区）。人口は5527人（男性2696人、女性2831人）。世帯数は2250世帯（2018年現在）。

## 概要

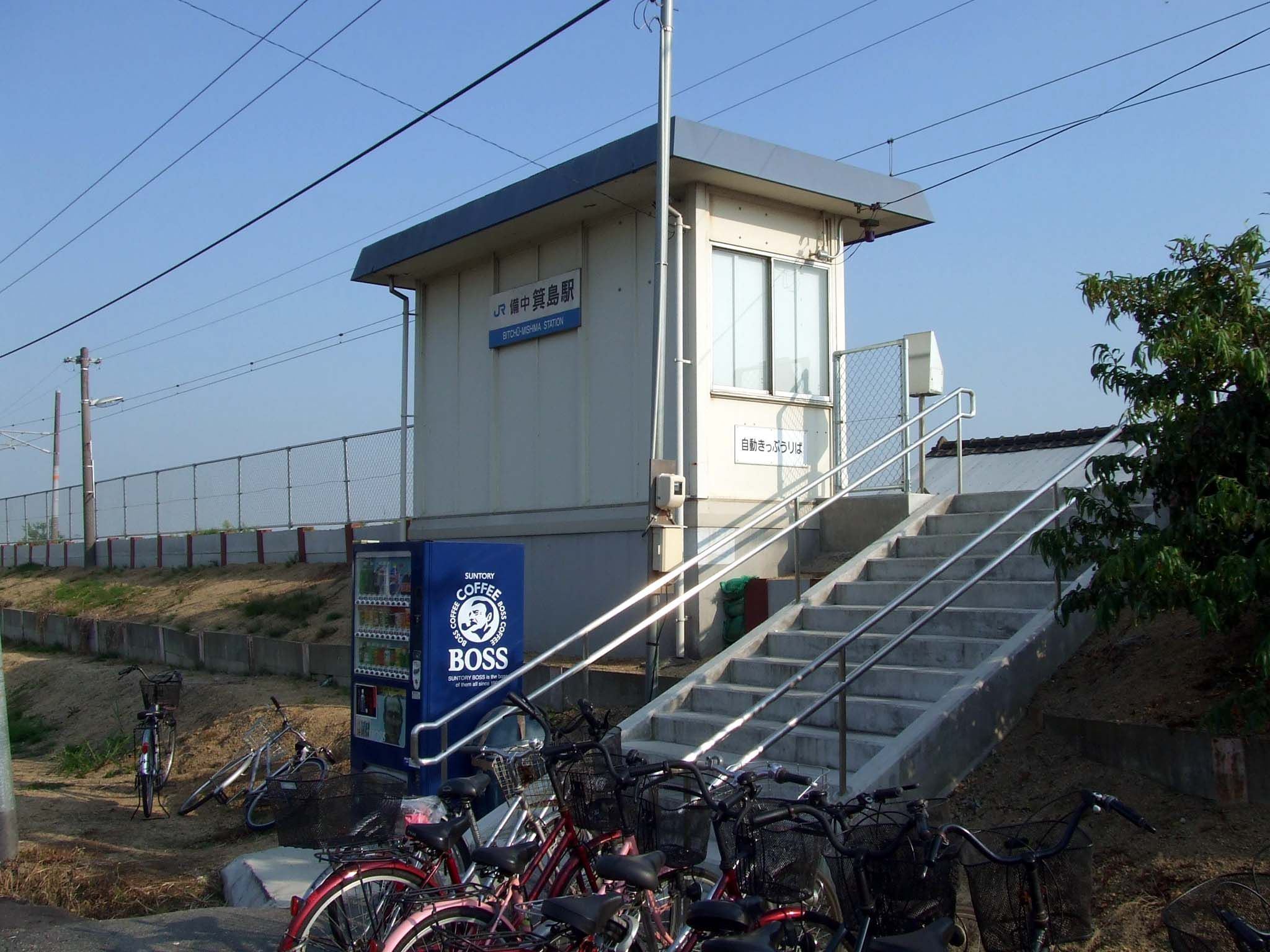
備中箕島駅

市の南部にあたる農業地帯で、早島丘陵の南東部分に位置する。以前は藺草の産地として知られていたが、現在は近郊のベッドタウンとなっている。東隣の妹尾とともに旧妹尾町にあたる妹尾地域を構成し、その内で、当地1大字のみの箕島地区を構成する。地区内東端の妹尾との境界付近に妹尾地域センター（旧妹尾支所）が所在する。
元は海（吉備穴海）に面していた漁村であったが、鎌倉時代にはじまった干拓により、農地が広がった。呑海寺、赤松などの集落がある。かつては禅宗の盛んなところであったが、慶長年間に領主花房氏によって日蓮宗に改められ、隣村の妹尾とともに全村日蓮宗に変わった。箕島神社、日蓮宗呑海寺、同正福寺などがある。

## 沿革

### 歴史
干拓による新田開発がはじまるまで、現在の早島丘陵は「吉備の穴海」に浮かぶ島であった。島の南東部分に位置している箕島も漁業によって生計を立てていたと推定されている。その後、鎌倉時代頃から江戸時代にかけて高梁川東流（足守川）の堆積作用によって「吉備の穴海」は次第に浅くなり、干潟の海を埋め立てての新田開発が進んでいく。
江戸時代初期には、高松に陣屋を構えていた宇喜多氏元家臣の旗本花房氏の所領（高松知行所）となった。その後、庭瀬藩戸川氏の分家にあたる旗本戸川氏の所領（4500石）にかわり、東隣の妹尾村に陣屋が設けられ、妹尾知行所の支配が続いた。早島丘陵南側の海は干潟で、新田開発に都合がよかったため、江戸時代には当地およびその周辺地域で、1626年に木屋新田、1628年に大福古新田・米倉新田・泉田新田、1631年に大福新田、1637年に万倍新田、1651年に当新田、1670年に平田新田・辰巳新田、1732年に丸島新田、1823年に興除新田が造成されている。このうち、丸島新田が当地の一部にあたるが、この他に、東新田・西新田・浜前新田・門前新田などがある。しかし、その開発年は定かではない。
当地周辺沖には干潟が広がっており、妹尾の漁民の漁場、早島・箕島のい草栽培の肥料（葭草）確保の場としても重要な場所であった。その干潟をめぐって、備中国（妹尾知行所）、備前国（岡山藩）とが互いに自分の領地であると主張、大きな問題に発展した。江戸幕府は、干潟は幕府直轄で開発をすべきと判断。岡山藩に興除地域新田開発を命じ、興除村を備前藩に編入するかわりに替え地を求めた。結果として解決に約100年間を要することとなった。興除新田の用水を確保するために、新たに水路として汗入川が掘られた。1821年に工事が着工したが、汗入の岩盤は固く難工事となり、1824年に完成した。当時は岩を火熱し崩しながら掘るという工法だったが、勾配が不十分なため計画通り水が通らないことがあり「栗坂の次郎狐にだまされて、汗入掘っても水はコンコン」と皮肉られた。
明治時代になり、興除新田の隣に藤田の干拓が始まり、汗入水道の堀直し工事が行われた。また、江戸時代には岡山城下と金刀比羅宮を結んだ街道である金比羅往来が当地を通った。現在の岡山市立箕島小学校の前の道路・岡山県道152号倉敷妹尾線がかつての金比羅往来である。『備中村鑑』によれば、江戸時代の村高は1,030石。明治22年6月1日、村制を実施し、1大字の箕島村となる。同33年4月、郡の統合により都窪郡となる。同35年3月、妹尾町と合併し、妹尾町の大字箕島と称する。昭和46年3月8日、岡山市に編入した。平成22年4月1日、岡山市が政令指定都市へ移行し、行政区（南区）が設置された。

### 地名の由来
箕島は、古くは三島とも表記されており、古く児島湾が深く湾入していたころ三つの島があったことから名付けられた。現在の「丸島」「小山」「亀島（上の山）」の3つの丘が、その三つの島である。他説として、児島湾に面していたころ、農家で使う箕の形をした砂島があり、干拓がみ、陸地となって集落がしだいに発達し、箕島を村名にしたというものもある。

## 地勢
当地の北半分は丘陵地、南半分は平地である。前述の通り丘陵部は早島丘陵の東南の一部。平野部はかつて海で、干拓により造成されたもの。
山岳
- 早島丘陵（備南丘陵）

河川
- 汗入川

池
- 大正池
- 上池

## 主要施設
公的施設
- 妹尾地域センター
- 岡山南消防署]妹尾出張所
- 岡山少年院
- 岡山少年鑑別所

教育施設
- 岡山市立箕島小学校
- 岡山市立箕島幼稚園
- 岡山中学校・高等学校

医療・福祉施設
- 箕島保育園

金融機関
- トマト銀行

交通機関
- 備中箕島駅

一般企業・商店
- スーパーディスカウントディオ
- ハローズ
- スーパードラッグひまわり
- マツヤデンキ
- アサゴエ工業

神社仏閣
- 箕島神社
- 最上稲荷大菩薩
- 毘沙門堂
- 呑海寺 - 日蓮宗
- 正福寺 - 日蓮宗

## 交通
道路
- 国道2号岡山バイパス
- 岡山県道73号
- 岡山県道21号
- 岡山県道152号

鉄道
- 西日本旅客鉄道（JR西日本）宇野線（宇野みなと線・瀬戸大橋線）
  - 備中箕島駅

旧街道
- 金比羅往来